# Route nationale 37
La route nationale 37 (RN 37 o N 37) è una strada nazionale che parte da Saint-Germain-sur-École e termina a Barbizon, corrispondente all'antica RN 7E.

## Percorso
In origine, prima del 1972, la N37 cominciava a Château-Thierry staccandosi dalla N3 e si dirigeva verso nord, oggi col nome di D1. A Soissons incrociava la N2 e attualmente, a sud di Coucy-le-Château-Auffrique, cambia denominazione in D937. Attraversava l'Oise a Chauny per poi piegare a nord-ovest e continuare lungo la Somme da Ham a Péronne.
Nel tratto dopo Péronne fino ad Arras, passante per Bapaume, venne sostituita dalla N17, poi declassata a D1017 e D917. Oltrepassata Arras, la N37, poi declassata a D937, proseguiva in direzione nord-ovest, serviva la città di Béthune e finiva a Saint-Venant dove si immetteva nella N16.
In seguito, invece, la N37 indicò una strada assai più breve. Essa parte dall'autoroute A6 presso Saint-Germain-sur-École e, a partire dall'incrocio con la D372, è stata declassata a D637. Termina in corrispondenza dell'incrocio con l'ex N7 tra Chailly-en-Bière e Barbizon.